# Nuoto ai Giochi della XXVII Olimpiade - 100 metri farfalla femminili
Si sono svolte 7 batterie di qualificazione. Le prime 16 atlete si sono qualificate per le semifinali.

## Batterie
16 settembre 2000

### 1ª batteria
| Posizione | Atleta           | Paese      | Tempo   |
| --------- | ---------------- | ---------- | ------- |
| 1         | Lisa de la Motte | eSwatini   | 1:06.70 |
| 2         | Angela Galea     | Malta      | 1:07.88 |
| 3         | Tracy-Ann Route  | Micronesia | 1:13.53 |

### 2ª batteria
| Posizione | Atleta                  | Paese         | Tempo       |
| --------- | ----------------------- | ------------- | ----------- |
| 1         | Shu-Ting Hsieh          | Taipei cinese | 1:03.52     |
| 2         | Yan Kay Flora Kong      | Hong Kong     | 1:04.09     |
| 3         | Ayse Diker              | Turchia       | 1:04.65     |
| 4         | Maria del Pilar Pereyra | Argentina     | 1:04.75     |
| 5         | Ellen Hight             | Zambia        | 1:09.34     |
| 6         | Mariya Bugakova         | Uzbekistan    | 1:09.94     |
| -         | Kenza Bennaceur         | Algeria       | Non partita |

### 3ª batteria
| Posizione | Atleta                | Paese             | Tempo   |
| --------- | --------------------- | ----------------- | ------- |
| 1         | Maria Papadopoulou    | Cipro             | 1:01.64 |
| 2         | Zampia Melachroinou   | Grecia            | 1:02.06 |
| 3         | Bo-Eun Lee            | Corea del Sud     | 1:02.22 |
| 4         | Fabiola Molina        | Brasile           | 1:02.77 |
| 5         | Praphalsai Minpraphal | Thailandia        | 1:02.99 |
| 6         | Mariya Ogurtsova      | Ucraina           | 1:03.00 |
| 7         | Eydis Konradsdottir   | Islanda           | 1:03.27 |
| 8         | Siobhan Cropper       | Trinidad e Tobago | 1:03.34 |

### 4ª batteria
| Posizione | Atleta            | Paese       | Tempo   |
| --------- | ----------------- | ----------- | ------- |
| 1         | Sophia Skou       | Danimarca   | 59.79   |
| 2         | Jen Button        | Canada      | 1:00.83 |
| 3         | Fabienne Dufour   | Belgio      | 1:01.15 |
| 3         | Orsolya Ferenczy  | Ungheria    | 1:01.15 |
| 5         | Renate du Plessis | Sudafrica   | 1:01.32 |
| 6         | María Peláez      | Spagna      | 1:01.47 |
| 7         | Margaretha Pedder | Regno Unito | 1:01.53 |
| 8         | Marja Paivinen    | Finlandia   | 1:01.94 |

### 5ª batteria
| Posizione | Atleta                | Paese       | Tempo   |
| --------- | --------------------- | ----------- | ------- |
| 1         | Jenny Thompson        | Stati Uniti | 57.66   |
| 2         | Junko Ōnishi          | Giappone    | 59.11   |
| 3         | Susie O'Neill         | Australia   | 59.49   |
| 4         | Franziska van Almsick | Germania    | 59.72   |
| 5         | Anna-Karin Kammerling | Svezia      | 59.88   |
| 6         | Jessica Deglau        | Canada      | 1:00.97 |
| 7         | Daniela Samulski      | Germania    | 1:01.31 |
| 8         | Ekaterina Vinogradova | Russia      | 1:01.54 |

### 6ª batteria
| Posizione | Atleta            | Paese       | Tempo   |
| --------- | ----------------- | ----------- | ------- |
| 1         | Dara Torres       | Stati Uniti | 58.76   |
| 2         | Martina Moravcová | Slovacchia  | 58.95   |
| 3         | Mette Jacobsen    | Danimarca   | 59.45   |
| 4         | Johanna Sjoeberg  | Svezia      | 59.59   |
| 5         | Diana Mocanu      | Romania     | 59.72   |
| 6         | Cecile Jeanson    | Francia     | 59.96   |
| 7         | Liu Limin         | Cina        | 59.98   |
| 8         | Joscelin Yeo      | Singapore   | 1:01.28 |

### 7ª batteria
| Posizione | Atleta              | Paese       | Tempo   |
| --------- | ------------------- | ----------- | ------- |
| 1         | Inge De Bruijn      | Paesi Bassi | 57.60   |
| 2         | Petria Thomas       | Australia   | 58.52   |
| 3         | Otylia Jędrzejczak  | Polonia     | 58.66   |
| 3         | Natalia Soutiaguina | Russia      | 59.50   |
| 5         | Mandy Loots         | Sudafrica   | 59.94   |
| 6         | Vered Borochovski   | Israele     | 1:00.34 |
| 7         | Maki Mita           | Giappone    | 1:00.97 |
| 8         | Ruan Yi             | Cina        | 1:01.16 |

## Semifinali
16 settembre 2000

### 1° semifinale
| Posizione | Atleta                | Paese       | Tempo   |
| --------- | --------------------- | ----------- | ------- |
| 1         | Jenny Thompson        | Stati Uniti | 58.18   |
| 2         | Martina Moravcová     | Slovacchia  | 58.49   |
| 3         | Diana Mocanu          | Romania     | 59.12   |
| 4         | Otylia Jędrzejczak    | Polonia     | 59.14   |
| 5         | Natalia Soutiaguina   | Russia      | 59.30   |
| 6         | Mette Jacobsen        | Danimarca   | 59.75   |
| 7         | Cécile Jeanson        | Francia     | 59.80   |
| 8         | Anna-Karin Kammerling | Svezia      | 1:00.40 |

### 2° Semifinale
| Posizione | Atleta          | Paese       | Tempo |
| --------- | --------------- | ----------- | ----- |
| 1         | Inge de Bruijn  | Paesi Bassi | 57.14 |
| 2         | Petria Thomas   | Australia   | 58.11 |
| 3         | Dara Torres     | Stati Uniti | 58.35 |
| 4         | Junko Ōnishi    | Giappone    | 59.04 |
| 5         | Susie O'Neill   | Australia   | 59.05 |
| 6         | Johanna Sjöberg | Svezia      | 59.15 |
| 7         | Mandy Loots     | Sudafrica   | 59.63 |
| 8         | Sophia Skou     | Danimarca   | 59.89 |

## Finale
17 settembre 2000
| Posizione | Atleta            | Paese       | Tempo |
| --------- | ----------------- | ----------- | ----- |
|           | Inge de Bruijn    | Paesi Bassi | 56.61 |
|           | Martina Moravcová | Slovacchia  | 57.97 |
|           | Dara Torres       | Stati Uniti | 58.20 |
| 4         | Petria Thomas     | Australia   | 58.49 |
| 5         | Jenny Thompson    | Stati Uniti | 58.73 |
| 6         | Junko Ōnishi      | Giappone    | 59.13 |
| 7         | Susie O'Neill     | Australia   | 59.27 |
| 8         | Diana Mocanu      | Romania     | 59.43 |